# El Provencio
El Provencio là một đô thị trong tỉnh Cuenca, cộng đồng tự trị Castile-La Mancha Tây Ban Nha. Đô thị này có diện tích là 101,15 ki-lô-mét vuông, dân số năm 2009 là 2794 người với mật độ 27,62 người/km². Đô thị này có cự ly 125 km so với tỉnh lỵ Cuenca.